# Amtsgericht Bergen auf Rügen

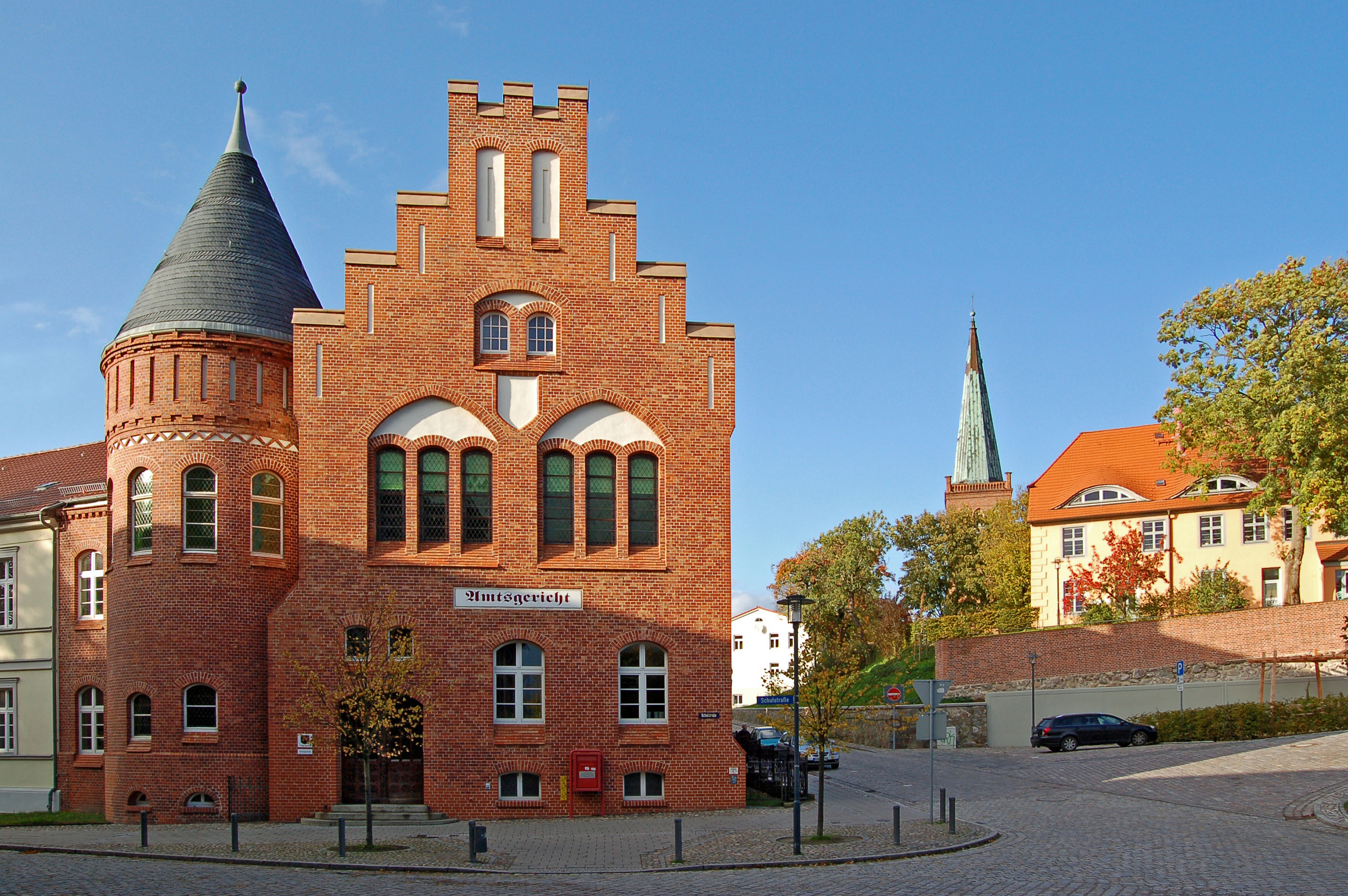
Gebäude des ehemaligen Amtsgerichtes Bergen auf Rügen (2008)

Das Amtsgericht Bergen auf Rügen war ein Gericht der ordentlichen Gerichtsbarkeit des Landes Mecklenburg-Vorpommern im Bezirk des Landgerichts Stralsund. Durch die Gerichtsstrukturreform wurde das Amtsgericht Bergen auf Rügen am 23. November 2015 aufgehoben und in eine Zweigstelle des Amtsgerichtes Stralsund umgewandelt.

## Gerichtssitz und -bezirk

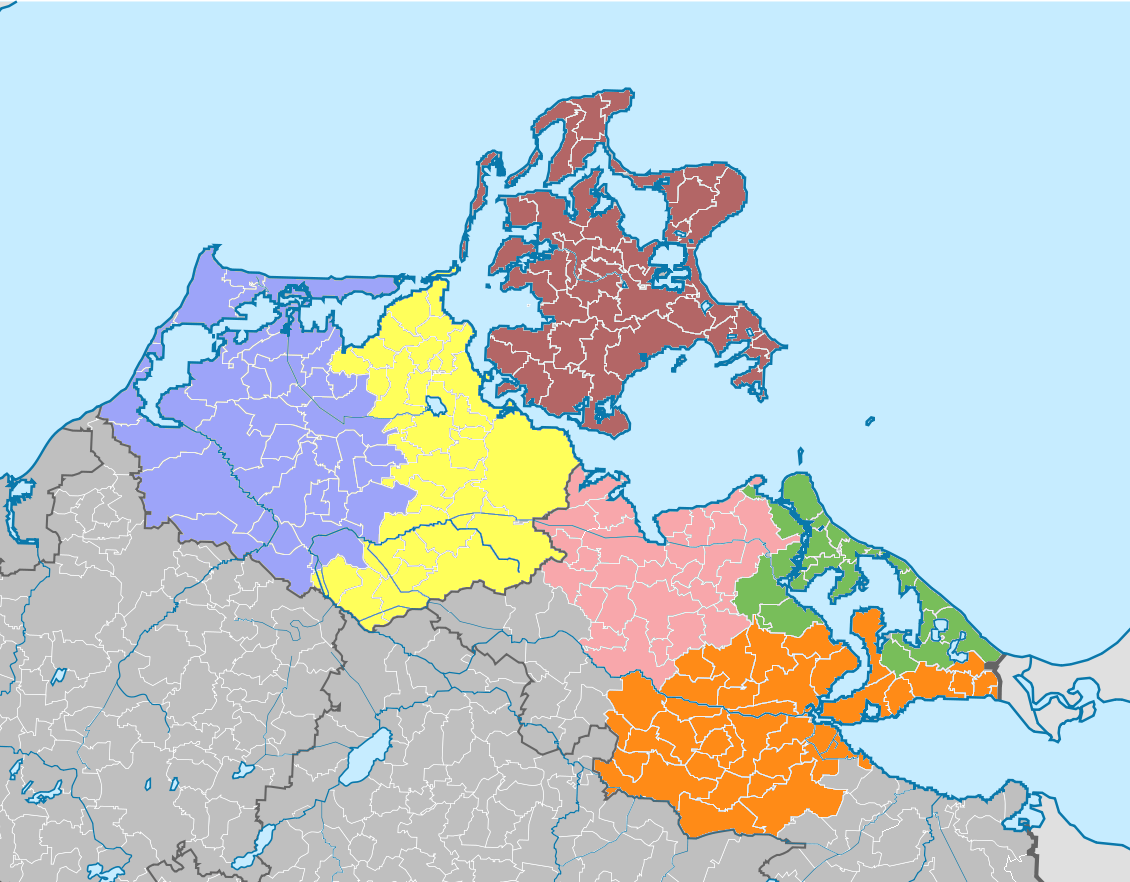
Gerichtsbezirke der dem LG Stralsund nachgeordneten Amtsgerichte bis zum 5. Oktober 2014
AG Ribnitz-Damgarten
AG Stralsund
AG Bergen auf Rügen
AG Greifswald
AG Anklam
AG Wolgast

Das Gericht hatte seinen Sitz in der Stadt Bergen auf Rügen.
Der Gerichtsbezirk umfasste das Gebiet der folgenden Städte und Gemeinden.
| - Altefähr, - Altenkirchen, - Baabe, - Bergen auf Rügen, - Binz, - Breege, - Buschvitz, | - Dranske, - Dreschvitz, - Gager, - Garz/Rügen, - Gingst, - Glowe, - Göhren, | - Gustow, - Insel Hiddensee, - Kluis, - Lancken-Granitz, - Lietzow, - Lohme, - Middelhagen, | - Neuenkirchen, - Parchtitz, - Patzig, - Poseritz, - Putbus, - Putgarten, - Ralswiek, | - Rambin, - Rappin, - Sagard, - Samtens, - Sassnitz, - Schaprode, - Sehlen, | - Sellin, - Thiessow, - Trent, - Ummanz, - Wiek und - Zirkow |

Der Gerichtsbezirk war etwa 978 km2 groß und umfasste ungefähr 64.000 Einwohner. Durch die Auflösung des Gerichtes wurden sämtliche Städte und Gemeinden in den Bezirk des Amtsgerichtes Stralsund eingegliedert.

## Geschichte
Das königlich preußische Amtsgericht Bergen auf Rügen wurde mit Wirkung zum 1. Oktober 1879 als eines von elf Amtsgerichten (AG) im Bezirk des Landgerichtes Greifswald im Bezirk des Oberlandesgerichtes Stettin gebildet. Der Sitz des Gerichtes war Bergen auf Rügen. Sein Gerichtsbezirk umfasste den Kreis Rügen. Am Gericht bestanden 1880 vier Richterstellen. Das Amtsgericht war damit ein größeres Amtsgericht im Landgerichtsbezirk. Gerichtstage wurden in Altenkirchen, Garz und Sagard gehalten.
Im Jahre 1945 wurde der größte Teil Pommerns unter polnische Verwaltung gestellt. Damit endete die Geschichte der Stettiner Landes- und Oberlandesgerichte. Das Amtsgericht Bergen auf Rügen befand sich westlich der Oder-Neiße-Grenze und blieb daher erhalten, wurde aber nun dem Landgericht Greifswald und dem Oberlandesgericht Schwerin nachgeordnet. 1952 wurden in der DDR die Amtsgerichte abgeschafft und durch Kreisgerichte ersetzt. Für den Kreis Rügen entstand das Kreisgericht Bergen auf Rügen.
Nach dem Zusammenbruch der DDR wurden die Amtsgerichte wieder neu eingerichtet. Das Amtsgericht Bergen auf Rügen wurde neu gebildet. Im Jahre 1994 wechselte die Zuständigkeit zum Landgericht Stralsund (LG Stralsund). Am 23. November 2015 wurde das Amtsgericht aufgehoben.

## Gebäude
Das denkmalgeschützte Gerichtsgebäude befindet sich in der Schulstraße 1 in Bergen auf Rügen. In dem Gebäude ist jetzt die Zweigstelle untergebracht.

## Übergeordnete Gerichte
Dem Amtsgericht Bergen auf Rügen war das LG Stralsund übergeordnet. Zuständiges Oberlandesgericht war das Oberlandesgericht Rostock. Durch die Umwandlung des Amtsgerichtes in eine Zweigstelle des Amtsgerichtes Stralsund bleibt es bei der Zuständigkeit des LG Stralsund und des Oberlandesgerichtes Rostock.